# 郭怡孮
郭怡孮（1940年—），男，山东潍坊人，中国画家、美术教育家、美术活动家，中央美术学院教授，中国画学会会长，中国美术家协会中国画艺术委员会名誉主任，中央文史研究馆馆员，全国政协第八、九届委员，中国热带雨林艺术研究院名誉院长，中国国家画院中国画院副院长。1962年毕业于北京艺术学院美术系。